# 大多和就勝
大多和 就勝（おおたわ なりかつ）は、江戸時代初期の武士。毛利氏の家臣で長州藩士。父は大多和元勝。

## 生涯
元和2年（1616年）、毛利氏家臣である大多和元勝の嫡男として生まれる。元和10年（1624年）1月11日、毛利秀就の加冠を受けて元服し、「就」の偏諱を与えられて「就勝」と名乗る。
その後、毛利秀就、綱広、吉就の3代に仕え、天和4年（1684年）3月6日に死去。享年69。子の勝直が後を継いだ。